# Christian Ulrich (forstmand)
 Der er flere personer med dette navn, se Christian Ulrich.
Hans Christian Ulrich (1. januar 1822 på Ganneskovhus ved Karise – 23. april 1905) var en dansk forstmand.
Han var søn af skovrider, senere forstinspektør, på Bregentved Niels Brock Ulrich, hvis fader var Georg Christian Ulrich, og Dorothea Margrethe født Wörpel. Ulrich blev forstkandidat 1846, deltog sammen med tre brødre som herregårdsskytte i Treårskrigen 1848 og blev 1851 assistent på Ods Herreds Skovdistrikt, hvis drift han i 10 år for en stor del ledede på egen hånd. 1862-99 styrede han som skovrider 1. Københavns Distrikt med fremragende dygtighed; kort efter sin afgang fra denne stilling fik han Fortjenstmedaljen i guld; allerede 1867 var han udnævnt til forstråd. 12. februar 1872 blev han Ridder af Dannebrog og 25. maj 1892 Dannebrogsmand. Han bar Erindringsmedaljen for Krigen 1848-50, var Ridder af Sankt Stanislaus' Orden og Ridder af 1. klasse af Vasaordenen.
For bøgekulturens teknik har Ulrichs arbejder været banebrydende, men også på mange andre områder har han påvirket sin samtid, dels som praktisk skovbruger, dels som medlem af kommissioner, som forfatter, som lærer for unge studerende og som mangeårig censor ved skovbrugseksamen.
11. oktober 1853 ægtede Ulrich i Mantzhøj Skovridergård sin kusine Vilhelmine Marie Sigismunda Wellendorf (29. juni 1824 på Udsigten i Viemose Skov - ), datter af kongelig skovrider i Ods Herred, justitsråd Hans Christian Eggert Wellendorf. Ulrich døde 23. april 1905.